# Brenner Koloman
Brenner Koloman (Sopron, 1968. május 28. –) német nemzetiségű magyar nyelvész, germanista, politikus, egyetemi docens. 2014 és 2017 között az ELTE Bölcsészettudományi Kar Germanisztikai Intézetének igazgatóhelyettese volt. Kutatási területe a német nyelv fonetikája és fonológiája, a német és az összehasonlító dialektológia, valamint a kisebbségi nyelvek és a többnyelvűség kérdésköre. Aktív szereplője a magyarországi német közéletnek. 2018-tól országgyűlési képviselő, 2018 és 2020 között a Jobbik frakcióvezető-helyettese, 2020-tól az Országgyűlés alelnöke. Az Európa Tanács parlamenti közgyűlésének a tagja. 2022. július 15-től a Jobbik általános frakcióvezető-helyettese.

## Tudományos pályája
Soproni német családban született. Általános iskolai és gimnáziumi tanulmányait is szülővárosában végezte, az érettségit 1986-ban a Széchenyi István Gimnáziumban tette le. 1987-ben kezdte meg egyetemi tanulmányait a szegedi József Attila Tudományegyetem Bölcsészettudományi Kar történelem-német szakán, ahol 1992-ben szerzett középiskolai tanári diplomát, majd két évre rá egyetemi doktori fokozatot. Diplomájának megszerzése után három évig a soproni Benedek Elek Óvóképző Főiskolán tanított nemzetiségi ismereteket, illetve 1995 és 1997 között a szombathelyi Berzsenyi Dániel Főiskola német nyelv és irodalom tanszékén dolgozott főiskolai tanársegédként, majd adjunktusként. 1997-ben a Veszprémi Egyetemre került, ahol szintén a német nyelv és irodalom tanszéken tanított egyetemi adjunktusi beosztásban. 1999-ben távozott Veszprémből és megkezdte doktori tanulmányait az ELTE Bölcsészettudományi Kar Germanisztikai Doktori Iskolájában, emellett az ELTE Germanisztikai Intézetében is tanított egyetemi adjunktusként. 2007-ben egyetemi docenssé nevezték ki, 2010-ben habilitált. 2011 és 2015 között a Bölcsészettudományi Kar stratégiai dékánhelyettese, 2012 és 2016 között az egyetem Szenátusának is tagja volt. 2014 és 2017 között az Eötvös Loránd Tudományegyetem Bölcsészettudományi Kar Germanisztikai Intézetének igazgatóhelyettesi tisztségét töltötte be. Magyarországi munkái mellett számos német és osztrák egyetemen volt vendégoktató, illetve vendégkutató (Greifswald, Bonn, Bécs, Tübingen, Marburg, Regensburg).
2002-ben védte meg PhD-értekezését. Az MTA Nyelvtudományi Bizottságának lett tagja. Emellett több tudományos egyesületnek is tagja: Magyar Germanisták Szövetsége, Nemzetközi Német Dialektológiai Társaság (Internationale Gesellschaft für Dialektologie des Deutschen), Közép-Európai Germanisták Szövetsége (Mitteleuropäischer Germanistenverband), Német Közép-, Kelet-, és Délkelet-Európában Kutatóközpont tudományos tanácsa, Regensburgi Egyetem. Emellett az INTRALINEA nevű online folyóirat nemzetközi szerkesztőbizottságának, valamint a Wiener Sprachblatt kiadójának elnökségi tagja. Tudományos közleményeit magyar, német és angol nyelven adja közre.

## Közéleti aktivitása
A rendszerváltás után újra megélénkülő magyarországi német nemzetiségi közélet aktív szereplőjévé vált: 1992 és 1994 között a Magyarországi Németek Szövetsége soproni irodavezetője volt, majd az első, 1995-ös kisebbségi önkormányzati választáson a soproni német kisebbségi, valamint a Magyarországi Németek Országos Önkormányzatának lett tagja. Előbbi tisztségét 2011-ig, utóbbit 2017-ig töltötte be. 1996 és 2017 között az Európai Nemzetiségek Föderatív Uniójában (FUEN) képviselte az MNOÖ-t. 1998-ban a Magyarországi Német Írók és Művészek Szövetsége (VudAK) tagja is lett. 2015-ben az országos politikában is aktív lett, a Jobbik Magyarországért Mozgalom oktatási és külügyi szakértője lett, majd 2017-ben bejelentették, hogy a párt soproni képviselőjelöltje lesz a 2018-as országgyűlési választáson, ami miatt lemondott az MNOÖ-ben betöltött pozícióiról. A választáson alulmaradt a Fidesz jelöltje (Barcza Attila) mögött, de az országos listáról mandátumot szerzett. Az Országgyűlésben külügyi bizottsága mellett 2020-ig a nemzeti összetartozás bizottságának tagja, 2020. áprilisától a törvényalkotási bizottság tagja. 2018 év vége óta a párt frakcióvezető-helyettesi tisztségét látja el. Tagja az Európa Tanács parlamenti közgyűlésének, ahol külügyi szakpolitikai tevékenysége fókuszában a nemzeti kisebbségek védelme, valamint oktatáspolitika kérdések állnak. A kulturális, oktatási és médiabizottság tagja, az akadémiai szabadság és az egyetemi autonómia témájában jelentéstevő.
A Fidesz a Jobbik alelnökjelöltjét nem támogatta a parlamenti szavazáson, három meghozott döntés után az Országgyűlés nem volt határozatképes. Az ellenzék felháborodott a távollévő képviselők miatt, heves szóváltás alakult ki a padsorok között. A levezető elnök úgy döntött, a következő ülésnapra halasztja a szavazást. Rögös út vezetett a jobbikos német nemzetiségű politikus, Brenner Koloman parlamenti alelnökké választásáig. Harmadik nekifutásra, de parlamenti alelnökké választották Brenner Kolomant. Az Országgyűlés 109 igen szavazattal, 1 ellenszavazat és 1 tartózkodás mellett választotta alelnökké Brenner Kolomant.
A 2021-es magyarországi ellenzéki előválasztáson ismét a soproni Győr-Moson-Sopron megyei 4. sz. országgyűlési egyéni választókerületben indult és győzött.

## Főbb publikációi
- Das Schulwesen der deutschen Volksgruppe in Ungarn (1994)
- Vergleichende Analyse der Plosive einer ungarndeutschen ostdonaubairischen Mundart und der normierten deutschen Hochlautung (1998)
- Abriß einer deutschen Phonetik: Handbuch für das Germanistikstudium mit deutsch-ungarischen Materialien (társszerző, 1999)
- Die sprachliche Situation der deutschen Minderheit in West-Ungarn (2002)
- Plosives of the German dialects in Western Hungary (2004)
- Plosive der deutschen Dialekte in West-Ungarn: Eine kontrastive akustische Analyse (2004)
- Deutsche Phonetik. Eine Einführung (társszerző, 2006)
- Ungarndeutscher Sprachatlas (társszerző, 2008)
- Übungsbuch zur Phonetik der deutschen Sprache (társszerző, 2014)
- Mi befolyásolja a német nyelvjárások használatát az elektronikus médiában? (2016)
- Deutsche Minderheit(en) und Institutionen (2018)